# Hygropoda longitarsis fasciata
Hygropoda longitarsis là một phân loài nhện trong họ Pisauridae.
Loài này thuộc chi Hygropoda. Hygropoda longitarsis fasciata được Tord Tamerlan Teodor Thorell miêu tả năm 1877.